# Badminton-Bundesliga 1980/81
Die Badminton-Bundesligasaison 1980/81 bestand aus 14 Spieltagen im Modus „Jeder gegen jeden“ mit Hin- und Rückspiel. Meister wurde der 1. BC Beuel.

## Endstand
| Platz | Verein | Spiele | Punkte |
| ----- | --- | ------ | ------ |
| 1.    | 1. BC Beuel (Karl-Heinz Zwiebler, Roland Maywald, Reiner Wodey, Gary Scott, Frank Thiel, Dieter Tholen, Marieluise Zizmann, Eva-Maria Zwiebler) | 14     | 25:03  |
| 2.    | 1. BV Mülheim (Michael Schnaase, Horst Lösche, Gerhard Kucki, Karl-Heinz Garbers, Karin Kucki, Antonie Schwabe, Marie-Luise Schulta-Jansen)     | 14     | 21:07  |
| 3.    | STC Blau-Weiß Solingen (Bernd Wessels, Ulrich Rost, Jürgen Schnittert, Ruud Hartog, Jürgen Nees, Heidi Krickhaus, Ingrid Morsch)                | 14     | 19:09  |
| 4.    | VfL Wolfsburg (Hans Werner Niesner, Ralf Würfel, Sanjay Sharma, Brian Wallwork, Dieter Wochele, Elke Weber, Rosemarie Wochele)                  | 14     | 14:14  |
| 5.    | FC Bayer 05 Uerdingen | 14     | 11:17  |
| 6.    | TuS Wiebelskirchen | 14     | 11:17  |
| 7.    | OSC 04 Rheinhausen | 14     | 07:21  |
| 8.    | TV Mainz-Zahlbach (N) | 14     | 04:24  |